# Confidenziale
Confidenziale è il primo album da solista del cantautore Federico Fiumani, pubblicato nel 1994 da Abraxas.

## Descrizione
Racchiude la registrazione del concerto unplugged tenuto presso la discoteca Il cavallino rosso di Thiesi il 25 febbraio 1994 e quella dell'apparizione alla trasmissione radiofonica On Stage dell'emittente Controradio del 10 aprile 1994.
Il booklet contiene delle poesie inedite dell'autore.

## Tracce
1. Pasqua – 2:12
2. I giovani – 2:11
3. Boxe – 3:09
4. Il portiere – 1:58
5. Beato me – 2:50
6. Un giorno balordo – 2:50
7. Manca l'acqua – 2:00
8. Elena – 2:37
9. Il ritorno dei desideri – 2:50
10. Un temporale in campagna[1] – 2:53
11. L'amore segue i passi di un cane vagabondo – 2:02
12. Caldo – 2:12
13. Gennaio – 3:34
14. L'odore delle rose – 2:30
15. Tre volte lacrime – 2:50
16. Io ho freddo adesso[2] – 2:32
17. Love[3] – 2:09
18. Tu parlavi una lingua meravigliosa[4] – 3:48
19. Io amo lei – 3:16
20. Oceano – 2:50
21. Il sogno – 3:13